# Газела на Спик
Газелата на Спик (Gazella spekei) е вид бозайник от семейство Кухороги (Bovidae). Видът е застрашен от изчезване.

## Разпространение и местообитание
Разпространен е в Сомалия.